# Minóg lombardzki
Minóg lombardzki, minóg północnowłoski (Lethenteron zanandreai) – południowoeuropejski gatunek słodkowodnego bezżuchwowca z rodziny minogowatych (Petromyzontidae). Występuje w północnej części Włoch, w Słowenii i Chorwacji. Osobniki dorosłe osiągają do 26 cm długości całkowitej.
Minóg lombardzki nie pasożytuje. Nie ma znaczenia gospodarczego.